# Адольф I Георг (князь Шаумбург-Ліппе)
Адольф I Георг (нім. Adolf I Georg), (нар. 1 серпня 1817 — пом. 8 травня 1893) — князь Шаумбург-Ліппе у 1860—1893 роках. Син попереднього князя Шаумбург-Ліппе Георга Вільгельма та принцеси Іди Вальдек-Пірмонтської. Генерал кінноти прусської армії. Учасник Першої шлезвізької війні та Франко-прусської війни.
Провів низку важливих законів для внутрішнього розвитку князівства.

## Біографія
Народився 1 серпня 1817 року у  Бюккебурзі. Став первістком в родині графа Шаумбург-Ліппе Георга Вільгельма та його дружини Іди Вальдек-Пірмонтської, з'явившись на світ за рік після їхнього весілля. Згодом сімейство поповнилося молодшими дітьми: Матильдою, Адельгейдою, Ернстом, Ідою, Еммою, Вільгельмом, Германом та Єлизаветою.
Після домашньої освіти відвідував університети Лейпцига, Бонна, Женеви. Згодом, у компанії полковника Штольценберга, здійснив поїздки до Франції та Італії. Повернувшись, вступив до лав армії, приєднавшись до 1-го Вестфальского гусарского полку № 8, росквартированого у Дюссельдорфі.
У віці 27 років узяв за дружину свою 17-річну кузину Ерміну Вальдек-Пірмонтську. Весілля пройшло 25 жовтня 1844 в Арользені. У подружжя народилося восьмеро дітей.
Наприкінці 1840-х років брав участь у Першій шлезвізькій війні, очолював контингент князівства Шаумбург-Ліппе. У 1855 році став полковником, у 1858 — отримав чин генерал-майора.
У листопаді 1860 року став князем Шаумбург-Ліппе. У тому ж році отримав чин генерал-лейтенанта прусської армії.
Брав участь у князівському конгресі у Франкфурті у 1863 році, коли Пруссія відмовилась від усякої співпраці. Зростаюча напруженість призвела до війни між Австрією та Пруссією. Шаумбург-Ліппе, хоча й віддало голос за мобілізацію проти Пруссії, уклало з нею договір у червні 1866 року та приєдналось до Північнонімецького союзу.
Конституційні зміни князівства надалі регулювалися законом, прийнятим 17 листопада 1868 (з доповненням від 24 грудня 1869 року). На ньому ж ґрунтувалася діяльність ландтага Шаумбург-Ліппе. Було здійснене розділення державних та доменних домогосподарств, прийняті важливі закони щодо розвитку сільських громад та містобудування.
Адольф Георг разом з двома старшими синами брав участь у франко-прусській війні. Був присутнім у Верховному штабі та штабі VII армійського корпусу, який брав участь в облозі Меца та Парижа. Також був присутнім на проголошенні Німецької імперії у Версалі.
У березні 1878 року був прийнятий закон про початкові школи, а у січні 1885 року — податковий закон, який дав князівству комерційний, земельний та будівельний податки.
Великі родинні активи давали змогу князівські родині багато займатися благодійністю. Адольф Георг, окрім цього, уважно слідкував за розвитком науки та мистецтва.
Помер від хвороби нирок 8 травня 1893 року. Був похований у мавзолеї Штадтгагену.

## Родина
Дружина —  Ерміна Вальдек-Пірмонтська
Діти:
- Ерміна (1845—1930) — дружина герцога Максиміліана Вюртемберзького, дітей не мала;
- Георг (1846—1911) — наступний князь Шаумбург-Ліппе у 1893—1911 роках, був одружений з Марією Анною Саксен-Альтенбурзькою, мав із нею дев'ятеро дітей;
- Герман (1848—1918) — одружений не був, дітей не мав;
- Емма Фредеріка (1850—1855) — прожила 5 років;
- Іда Матильда (1852—1891) — дружина князя Ройсс-Ґряйца Генріха XXII, мала шестеро дітей;
- Отто Генріх (1854—1935) — був одружений з Анною Луїзою фон Кьоппен, мав із нею трьох дітей;
- Адольф (1859—1916) — генерал кінноти прусської армії, був одружений з Вікторією Прусською, дітей не мав;
- Емма Єлизавета (1865—1868) — прожила 3 роки.

## Нагороди

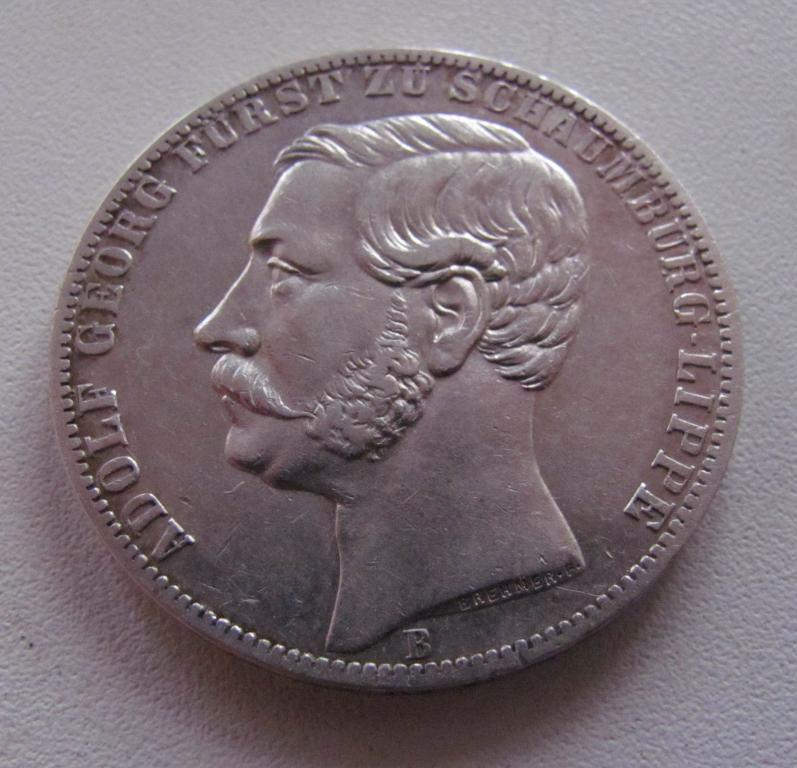
Союзний талер 1865 року з профілем князя.

### Прусське королівство
- Орден Червоного орла 1-го класу (18 січня 1850)
- Залізний Хрест 2-го класу.
- Орден Чорного орла (18 січня 1872)

### Велике герцогство Баденське
- Орден Вірності (Баден) (1885)
- Орден Бертольда I (1885)

### Інші країни
- Королівський угорський орден Святого Стефана, великий хрест (Австро-Угорщина; 1885)
- Орден Лазні, почесний великий хрест (Британська імперія; 16 травня 1892)